# Cròniques de Froissart

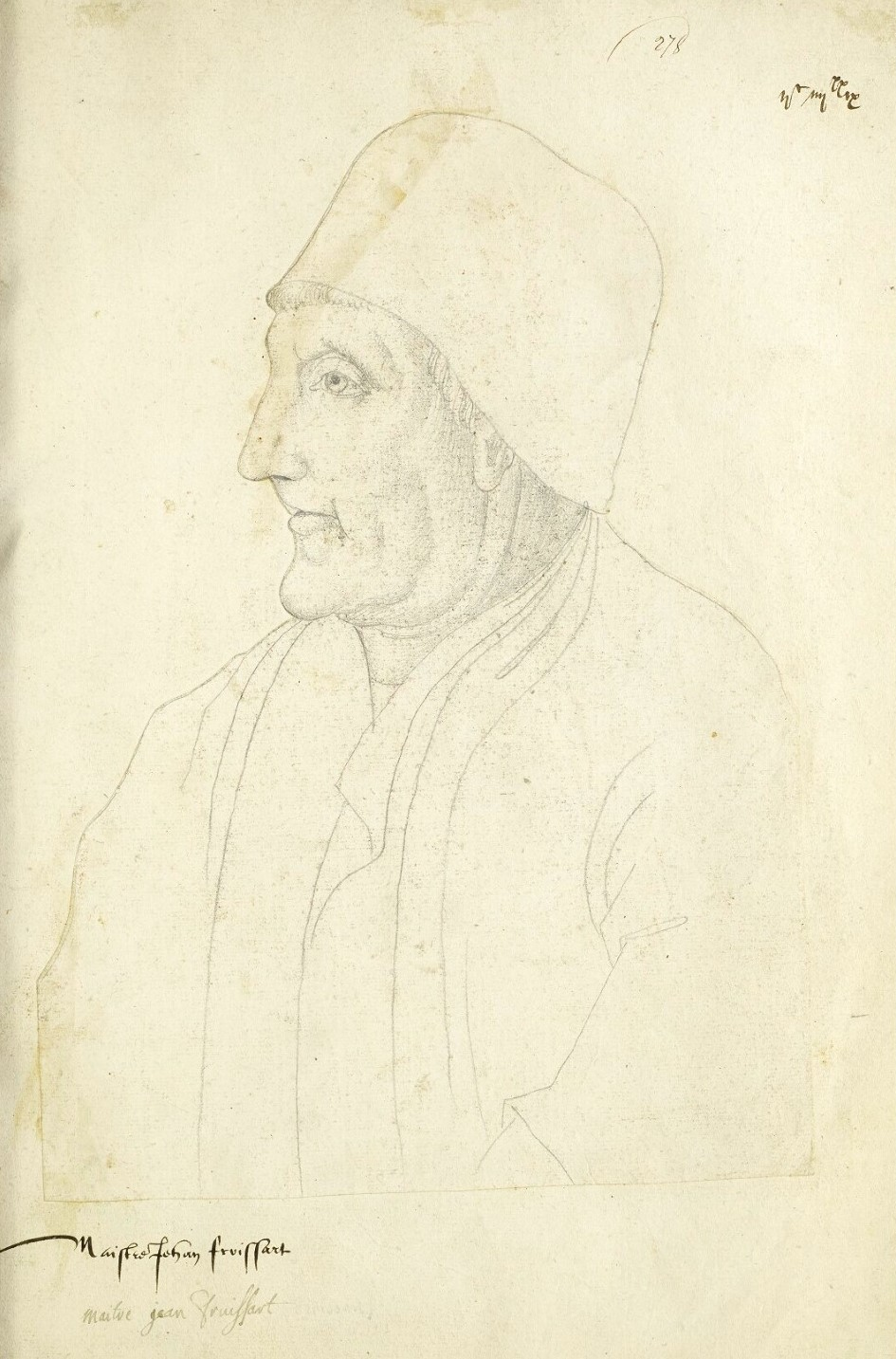
Jean Froissart. Retrat de Jacques Le Boucq, segle XVI.

Les Cròniques de Froissart (en francès antic: Chroniques de Jehan Froissart) van ser escrites en francès antic per Jean Froissart, relatant la Guerra dels Cent Anys, des del regnat d'Eduard III d'Anglaterra fins a l'any 1400. Durant segles, aquestes cròniques han estat reconegudes com la millor expressió del renaixement cavalleresc del segle xiv anglès i francès. El Llibre II va ser completat el 1388, i és totalment, obra de Froissart. El Llibre III va ser finalitzat el 1390, i el IV el 1400.

## Context
Jean Froissart procedia de Valenciennes al comtat de Hainaut, situat a l'extrem occidental del Sant Imperi Romanogermànic, fronterer amb França (forma part de França des de 1678). Sembla que prové del que avui anomenaríem un origen de classe mitjana, però va passar gran part de la seva vida adulta a les corts i va assumir la visió del món de l'aristocràcia feudal baix-medieval, que inicialment va representar el seu lectorat. Sembla que es va guanyar la vida com a escriptor i va ser un notable poeta francès en la seva època. Almenys al final de la seva vida havia pres ordes sacerdotals i va rebre un benefici profitós.
Primer va escriure una crònica rimada per a la reina anglesa Philippa d'Hainaut, que li va ser regalada a la reina l'any 1361 o el 1362. El text d'aquesta primera obra històrica, que el mateix Froissart va esmentar al pròleg de les seves Cròniques, es considera que s'ha perdut completament, però alguns estudiosos han argumentat que un manuscrit del segle xiv que conté una crònica rimada, de la qual actualment es conserven fragments. a les biblioteques de París i Berlín, es pot identificar com aquesta anomenada "crònica perduda". Froissart començaria el Llibre I de les seves cròniques possiblement després de 1369, a causa de la insistència de Robert de Namur. La seva principal font per als escrits més antics continguts en les cròniques van provenir de les Vrayes Chroniques de Jean Le Bel, de les quals copiaria diverses parts. Le Bel havia escrit la seva crònica per a Jean, senyor de Beaumont,el net del qual, Guy II, Comte de Blois, seria el principal promotor del Llibre II de Froissart.
Les pròpies vivències de Froissart, sumades a les de diversos testimonis oculars, van suplir molts dels detalls dels llibres més tardans. Encara que Froissart probablement mai va estar en una batalla, ell va visitar Sluis el 1386 per veure els preparatius de la invasió anglesa. També va estar present en altres esdeveniments d'importància, com el baptisme de Ricard II d'Anglaterra.

## Sinopsi

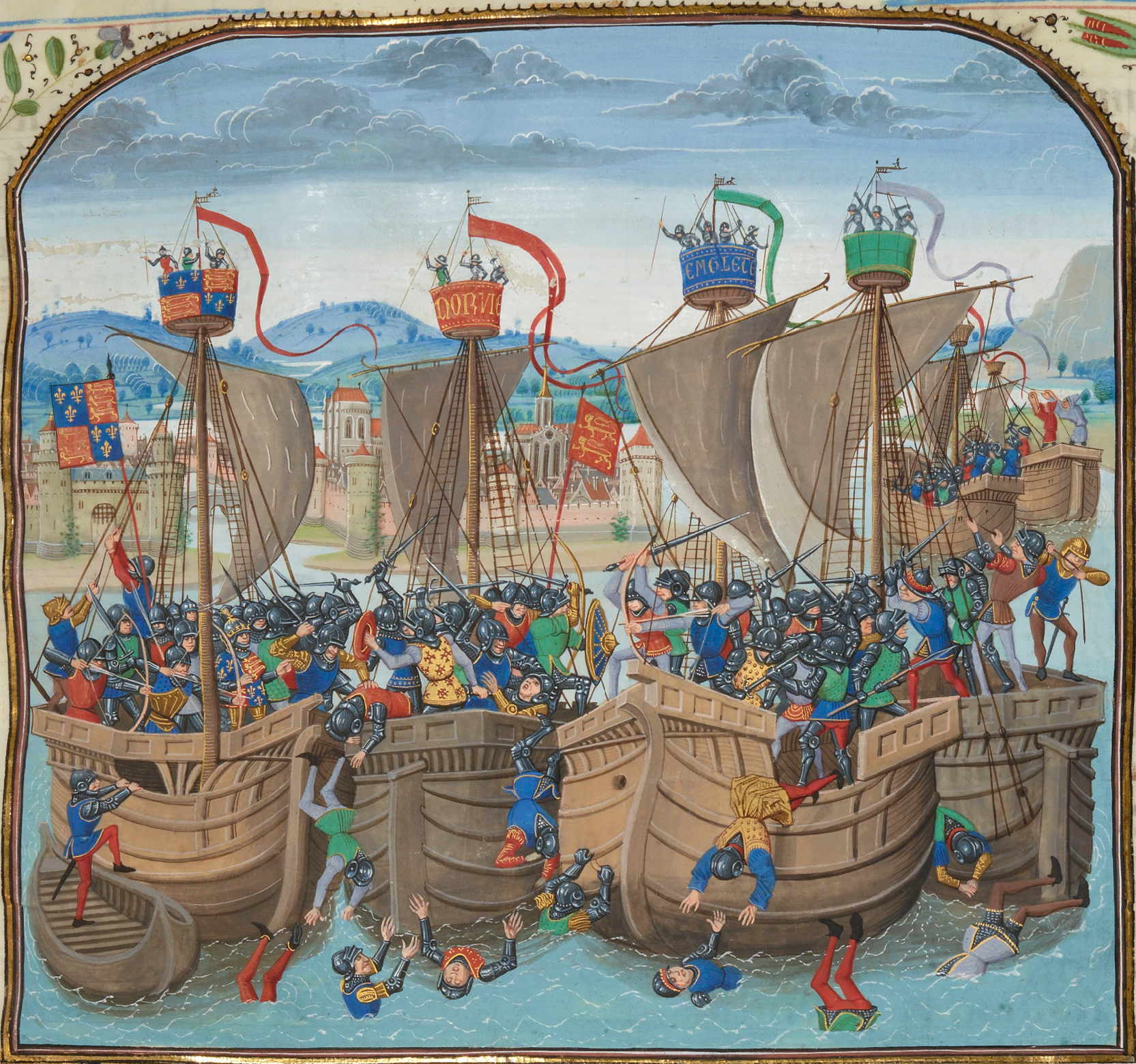
La batalla de Sluys, 1340, a Gruuthuse MS

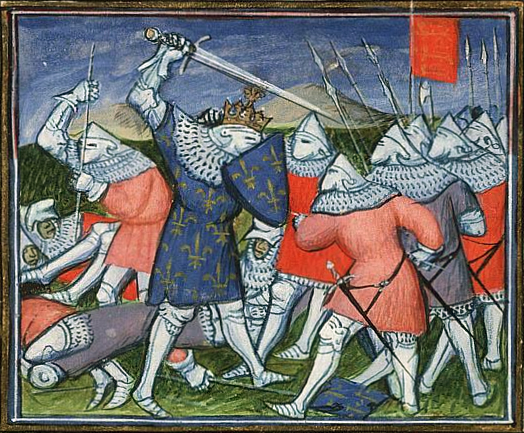
La batalla de Poitiers el 1356, en un manuscrit de c. 1410, que barreja escenes amb fons estampats i (com aquí) naturalistes

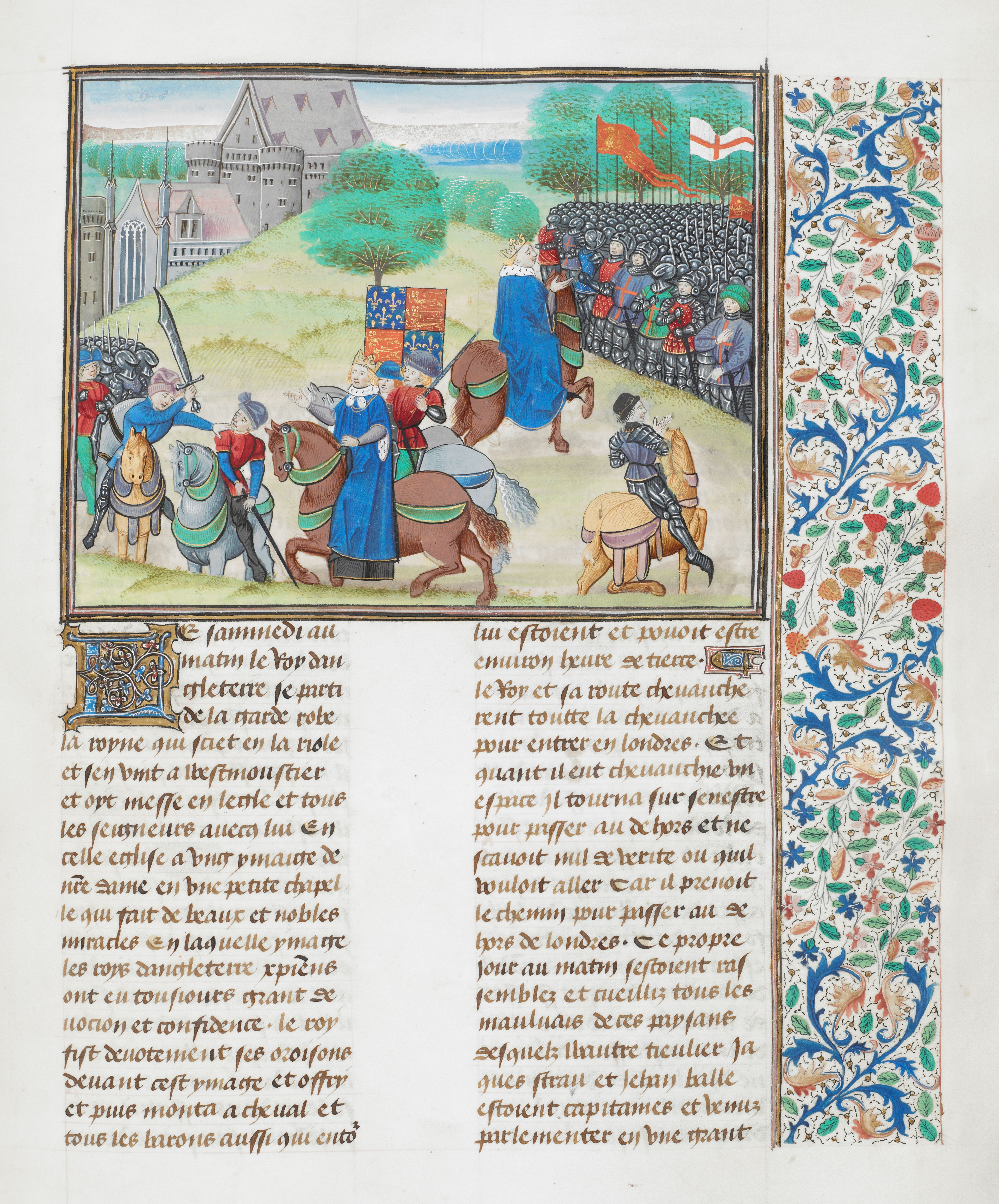
Pàgina il·luminada del c. Manuscrit del llibre II de 1480 que representa a Ricard II a la revolta dels camperols i a la mort de Wat Tyler, 1381

### Llibre I (1322-1377)
- Eduard II deposat i accés d'Eduard III (1327)
- Execució d'Hug el jove Despenser (1326)
- Campanya d'Eduard III a Escòcia (1327)
- Matrimoni d'Eduard III amb Filipa de Hainault (1328)
- Homenatge feudal d'Eduard III a Felip VI de Valois (1331)
- La recerca d'aliats d'Eduard III als Països Baixos contra Felip VI de Valois
- La campanya de Thiérache (1339)
- Batalla de Sluys (1340)
- El setge de Tournai (1340)
- La guerra de successió bretona (1340-1364)
- La campanya del comte de Derby a Gascunya (1344-1345)
- Batalla de Crécy (1346)
- El setge de Calais (1346-1347)
- Batalla de la Creu de Neville (1346)
- Batalla de Winchelsea (1350)
- Batalla de Poitiers (1356)
- Étienne Marcel lidera una revolta de comerciants a París (1358)
- La Jacquerie (1358)
- Les empreses Lliures
- Les campanyes del Príncep Negre al sud de França
- Campanya de Reims d'Eduard III (1359-1360)
- La pau de Brétigny (1360)
- La batalla de Brignais (1362)
- La mort del rei Joan II de França (1364)
- La batalla de Cocherel (1364)
- La batalla d'Auray (1364); el final de la guerra de successió bretona
- La Guerra Civil Castellana (1366-1369): les campanyes del Príncep Negre a la Península Ibèrica; la batalla de Nájera (1367); la batalla de Montiel (1369)
- El saqueig de Llemotges (1370)
- La batalla de Chizé (1373)
- Les morts del Príncep Negre i Eduard III (1377); adhesió de Ricard II

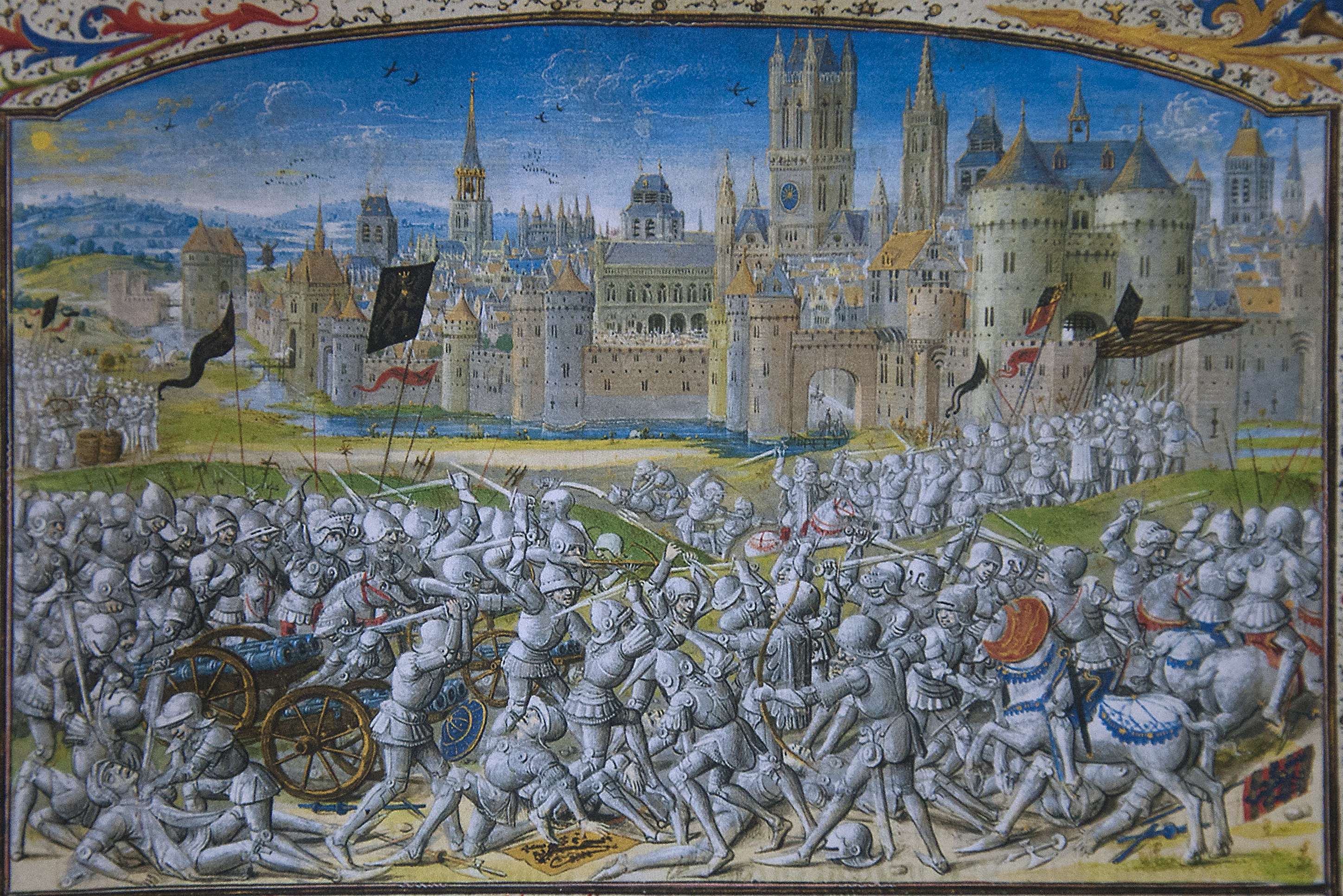
Chroniques de Froissart, Batalla de Beverhoutsveld, 1382.

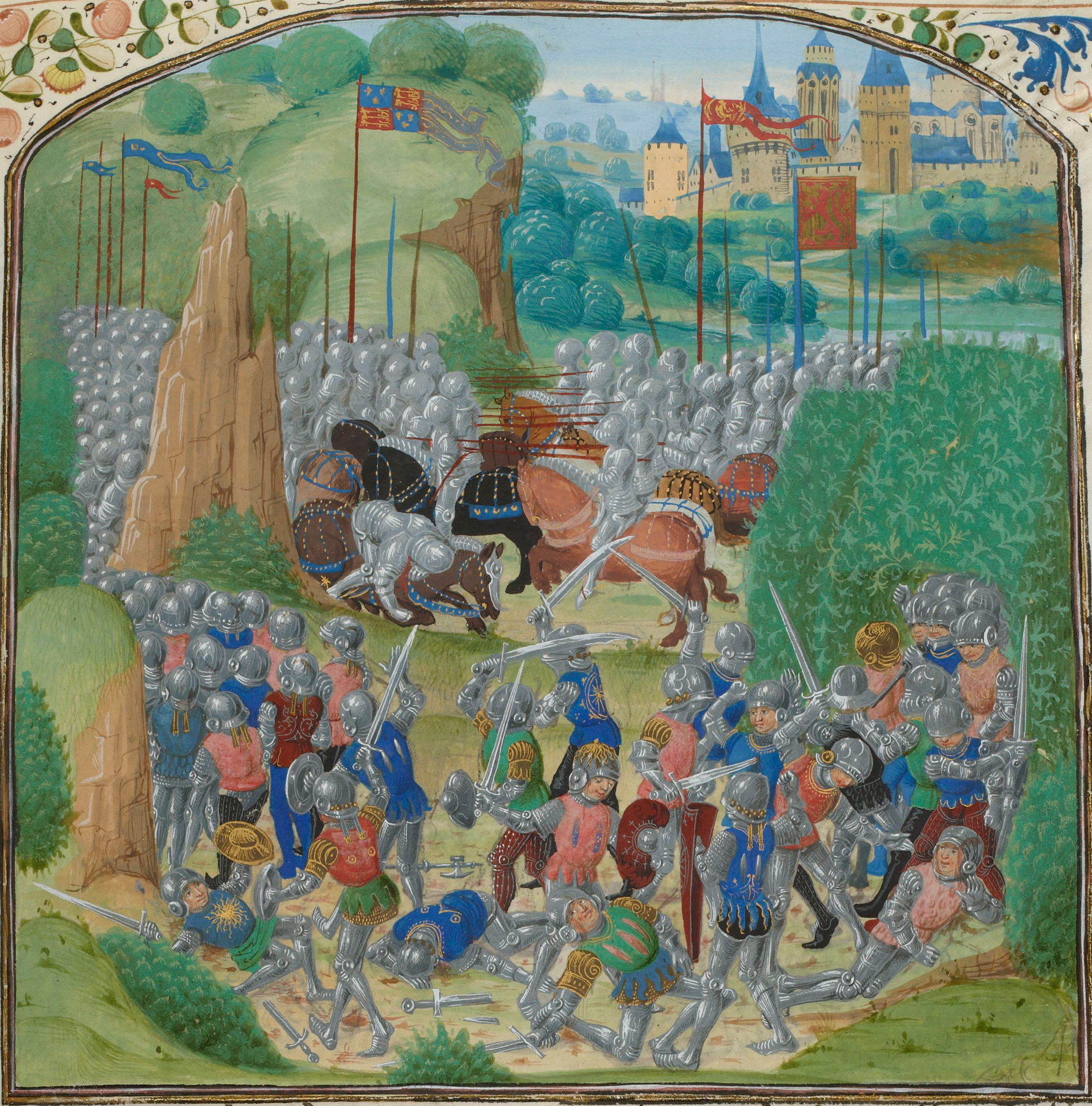
Batalla d'Otterburn, 1388

### Llibre II (1376-1385)
- L'inici del Cisma d'Occident (1378)
- La revolta de Gant (1379-1385)
- La revolta dels camperols a Anglaterra (1381)
- La batalla de Roosebeke (1382)
- El matrimoni de Carles VI amb Isabel de Baviera-Ingolstadt .

### Llibre III (1386-1388)
- Els preparatius francesos per a una invasió avortada d'Anglaterra
- El judici final per combat ordenat pels tribunals francesos entre Jean de Carrouges i Jacques Le Gris
- Ricard II en conflicte amb els seus oncles
- La batalla de Otterburn

### Llibre IV (1389-1400)
- El Bal des Ardents en un festival en honor a Isabeau de Baviera
- Un torneig a Smithfield organitzat per Ricard II
- La mort de Gastó III "Fébus" de Foix-Béarn
- La bogeria de Carles VI
- Ricard II deposat i l'adhesió d'Enric IV
- Batalla de Nicòpolis i massacre dels presoners

## Manuscrits illuminats
Les Cròniques van ser gairebé immediatament populars entre la noblesa, i molts manuscrits van ser il·luminats de manera cara. Durant el primer quart del segle xv, la llibreria parisenca va produir molts exemplars il·lustrats del llibre I, així com alguns dels llibres II i III. Gairebé la meitat d'aquestes còpies supervivents poden estar vinculades a una biblioteca particular, anomenada Pierre de Liffol. En aquestes còpies es poden detectar diverses mans artístiques, però sembla que dos pintors anònims en miniatura destaquen com a col·laboradors habituals de la producció de Liffol: el Mestre Boethius i el Mestre Giac.
Hi va haver una mica d'interès a partir de l'any 1470 als Països Baixos de Borgonya, i es van produir alguns dels cicles més extensos d'il·luminació flamenca per il·lustrar les Cròniques de Froissart. D'aquesta època daten diverses còpies completes dels quatre llibres, així com tots els manuscrits il·lustrats del llibre IV. Mentre que les il·lustracions més antigues són més aviat senzilles i formulades, amb fons decorats, les imatges més grans d'aquest període posterior solen estar plenes de detalls i tenen vistes extenses del paisatge, els interiors o les ciutats en els seus fons. La majoria de les imatges aquí provenen d'aquest període. Una de les còpies més profusament il·luminades va ser encarregada per Lluís de Gruuthuse, un noble flamenc, a la dècada de 1470. Els quatre volums d'aquesta còpia (BnF, Fr 2643-6) contenen 110 miniatures pintades per alguns dels millors artistes brugeois de l'època. Entre ells hi ha Loiset Lyédet, que ha estat identificat com el pintor que va executar les miniatures dels dos primers volums. Els del tercer i quart volum s'han atribuït a una col·laboració entre el Mestre d'Antonio de Borgonya, el Mestre del llibre d'oracions de Dresden i el Mestre de Margarida de York. Moltes de les il·lustracions d'aquesta entrada provenen d'aquesta còpia.

## Significat de l'obra
L'obra de Froissart ha estat de vital importància per entendre els esdeveniments del segle XIV. No obstant això, historiadors moderns reconeixen que aquestes cròniques contenen molts inexactituds: dates errònies, geografia mal ubicada, estimacions inexactes de les baixes, i biaixos a favor dels seus patrons. Froissart també omet informació sobre la gent comuna i corrent del seu temps. Sir Walter Scott remarca que l'autor va tenir una "petita i malèvola simpatia" pels "villans patans". Les Cròniques posseeixen aproximadament un milió i mig de paraules. Algunes versions més modernes de l'obra es troben publicades actualment. Froissart és moltes vegades repetitiu i cobreix temes insignificants. Tot i això, les seves descripcions de les batalles són vives i entretingudes, oferint una gran quantitat d'informació. Enguerrand de Monstrelet va continuar la crònica fins al 1440.
El text de les Cròniques de Froissart es troba preservat en més de 100 manuscrits, els quals es troben il·lustrats per una gran varietat de miniaturistes. Una de les còpies millor il·luminades va ser comissionada per Louis de Gruuthuse, un noble flamenc, en la dècada de 1470. Els quatre volums d'aquesta còpia contenen 112 miniatures pintades pels millors artistes bruixencs de l'època. Entre ells hi ha Loyset Liédet, a qui se li atribueixen les miniatures dels dos primers volums.